# Gwen Cheeseman
Gwen Wentz Cheeseman, nach Heirat Gwen Wentz Alexander, (* 13. August 1951 in Harrisburg, Pennsylvania) ist eine ehemalige Hockey-Spielerin aus den Vereinigten Staaten. Sie gewann 1984 eine olympische Bronzemedaille.

## Leben
Gwen Cheeseman graduierte 1973 am West Chester State College, wo sie Basketball, Hockey und Lacrosse gespielt hatte. Von 1972 bis 1984 war sie mit einer Unterbrechung 1981/1982 Torhüterin der Damen-Hockeynationalmannschaft der Vereinigten Staaten. Die Teilnahme an den Olympischen Spielen 1980 verpasste sie wegen des Olympiaboykotts. Bei der Weltmeisterschaft 1983 belegte sie mit dem US-Team den sechsten Platz.
Bei den Olympischen Spielen 1984 in Los Angeles trafen in der Gruppenphase alle sechs teilnehmenden Teams aufeinander. Es siegten die Niederländerinnen vor den Deutschen. Dahinter lagen die Mannschaft der Vereinigten Staaten, die Australierinnen und die Kanadierinnen punktgleich. Während die Kanadierinnen ein negatives Torverhältnis hatten, lagen auch hier das US-Team und die Australierinnen gleichauf. Die beiden Teams trugen deshalb 15 Minuten nach dem Ende des letzten Spiels ein Siebenmeterschießen um die Bronzemedaille aus, das die Amerikanerinnen mit 10:5 gewannen. Cheeseman wirkte in allen Spielen mit.
Gwen Cheeseman war später Hockey- und Lacrossetrainerin.